# Jörg Duppler
Jörg Duppler (* 9. November 1944 in Bauschlott) ist ein deutscher Marineoffizier (Kapitän zur See a. D.) und Militärhistoriker. Von 2001 bis 2004 war er Amtschef des Militärgeschichtlichen Forschungsamtes.

## Leben
Duppler trat 1966 als Offizieranwärter der Crew X/66 in die Deutsche Marine ein. Als Marineoffizier wurde er u. a. als Wachoffizier und als Kommandant auf Schnellbooten verwendet. Er studierte von 1976 bis 1983 Geschichte, Politikwissenschaft und Archäologie an der Universität Bonn und wurde 1983 bei Walther Hubatsch an der Philosophischen Fakultät mit der Dissertation England und die Entwicklung der deutschen Marine 1848–1890 zum Dr. phil. promoviert.
Danach war er Lehrstabsoffizier für Wehrgeschichte an der Marineschule Mürwik (MSM) in Flensburg-Mürwik. Außerdem war er Dozent für Militärgeschichte und Geschichte der Sicherheitspolitik an der Führungsakademie der Bundeswehr (FüAkBw) in Hamburg. Von 1992 bis 1995 war er Referent für Grundsatzangelegenheiten der Militärgeschichte und des Museumswesens im Bundesministerium der Verteidigung (BMVg) in Bonn. Von 1995 bis 2001 war er Abteilungsleiter „Ausbildung, Information, Fachstudien“ (AIF) und stellvertretender Amtschef des Militärgeschichtlichen Forschungsamtes (MGFA) in Potsdam. Im Anschluss war er bis 2004 Amtschef. Er war u. a. Mitherausgeber der Zeitschrift Militärgeschichte. Zeitschrift für historische Bildung des MGFA.
Duppler schied als Kapitän zur See aus. Er ist Autor und Herausgeber mehrerer Bücher zur maritimen Geschichte.
Sein Sohn Lars Duppler (* 1975) ist Jazzpianist und -komponist.

## Schriften (Auswahl)
- Der Juniorpartner. England und die Entwicklung der deutschen Marine 1848–1890 (= Schriftenreihe der Deutschen Marine-Akademie. Band 7). Hrsg. vom Deutschen Marine-Institut, Mittler, Herford u. a. 1985, ISBN 3-8132-0192-9.
- (Red. mit Dieter Matthei, Karl Heinz Kuse): Marineschule Mürwik. Hrsg. vom Deutschen Marine-Institut, Mittler, Herford 1985, ISBN 3-8132-0216-X.
- Prinz Adalbert von Preußen. Gründer der deutschen Marine. Hrsg. vom Deutschen Marine-Institut, Mittler, Herford u. a. 1986, ISBN 3-8132-0249-6.
- (Red.): Marineflieger. Von der Marineluftschiffabteilung zur Marinefliegerdivision. Hrsg. vom Deutschen Maritimen Institut, Mittler, Herford u. a. 1988, ISBN 3-8132-0295-X.
- (Hrsg.): Hamburg zur See. Maritime und militärische Beiträge zur Geschichte Hamburgs. Im Auftrag der Führungsakademie der Bundeswehr, Mittler, Herford 1989, ISBN 3-8132-0318-2.
- (Bearb. mit Peter Andreas Popp): Wege zur Freundschaft. Ausgewählte Zeugnisse der deutsch-amerikanischen Beziehungen 1507–1995. Eine Ausstellung des Militärgeschichtlichen Forschungsamtes, Potsdam, in Zusammenarbeit mit der Library of Congress, Washington, D.C. Hrsg. vom Militärgeschichtlichen Forschungsamt, Rombach, Freiburg im Breisgau 1996.
- Germania auf dem Meere. Bilder und Dokumente zur deutschen Marinegeschichte 1848–1998. Mittler, Hamburg u. a. 1998, ISBN 3-8132-0564-9.
- (Hrsg.): Seemacht und Seestrategie im 19. und 20. Jahrhundert. Im Auftrag des Militärgeschichtlichen Forschungsamtes, Mittler, Hamburg u. a. 1999, ISBN 3-8132-0678-5.
- (Hrsg. mit Gerhard P. Groß): Kriegsende 1918. Ereignis, Wirkung, Nachwirkung (= Beiträge zur Militärgeschichte. Band 53). Im Auftrag des Militärgeschichtlichen Forschungsamtes, Oldenbourg, München 1999, ISBN 3-486-56443-9.
- (Hrsg. mit Hans Ehlert, Arnim Lang): Die Villa Ingenheim in Potsdam. Vom Hohenzollernpalais zum Militärgeschichtlichen Forschungsamt. Im Auftrag des Militärgeschichtlichen Forschungsamtes, be.bra wissenschaft verlag, Berlin u. a. 2009, ISBN 978-3-937233-51-2.